# Lisa Nordén
Lisa Nordén (Kristianstad, 24 de novembro de 1984) é uma triatleta profissional sueca. 

## Carreira
Ela foi medalhista olímpica de prata em Londres 2012, campeã mundial em 2012,